# Laijv
Laijv var ett ungdomsprogram på SVT under 1991 med Peter Settman, Fredde Granberg och Gila Bergqvist som programledare. Byhåla med figurerna Ronny och Ragge förekom först i form av sketcher i Laijv.
- Del 1 av 6 SVT, TV2, 1991-11-11
- Del 2 av 6 SVT, TV2, 1991-11-18
- Del 3 av 6 SVT, TV2, 1991-11-25
- Del 4 av 6 SVT, TV2, 1991-12-02
- Del 5 av 6 SVT, TV2, 1991-12-09
- Del 6 av 6 SVT, TV2, 1991-12-23